# ヴァルシンニ
ヴァルシンニ（イタリア語: Valsinni）は、イタリア共和国バジリカータ州マテーラ県にある、人口約1,500人の基礎自治体（コムーネ）。

## 地理

### 位置・広がり

#### 隣接コムーネ
隣接するコムーネは以下の通り。括弧内のCSはコゼンツァ県、PZはポテンツァ県所属を示す。
- コロブラーロ
- ノカーラ (CS)
- ノエーポリ (PZ)
- ノーヴァ・シーリ
- ロトンデッラ
- サン・ジョルジョ・ルカーノ